# Avaria
Avaria is een geslacht van vlinders van de familie bladrollers (Tortricidae), uit de onderfamilie Tortricinae.

## Soorten
- A. constanti (Rebel, 1894)
- A. hyerana (Millière, 1858)
- A. joannisiana (Ragonot, 1888)
- A. lithosiana (Kennel, 1899)